# North British and Mercantile Insurance Company
Die North British and Mercantile Insurance Company war ein britisches Versicherungsunternehmen.
Es entstand 1862 als Zusammenschluss der 1809 gegründeten North British Insurance Company und der Mercantile Fire Insurance Company. Es bestand bis 1959.
Die Gesellschaft wurde 1863 im Königreich Preußen zugelassen, die Direktion für Deutschland befand sich in Berlin. 1865 bzw. 1871 erhielt die North British Zulassungen in den Königreichen Württemberg und Sachsen.
Zwischen 1910 und 1915 war das Unternehmen mit Beitragseinnahmen zwischen 2,1 und 2,5 Mio. Pfund (in heutiger Kaufkraft 272 Mio. Pfund) der viertgrößte Feuerversicherer des Vereinigten Königreiches.
Zum 1. November 1920 wurde das Unternehmen zu einer Limited Company. 1959 übernahm die Commercial Union Assurance die Versicherung als Tochterunternehmen.